# Werden (Philosophie)
Das Werden ist ein Grundbegriff der dialektischen Logik, der das Prozesshafte der Welt, das Entstehen und Vergehen von Wesen, Dingen und Zuständen beschreiben soll. Im Gegensatz zur Veränderung bezeichnet Werden ein sich aus sich selbst entwickelndes Geschehen. Von diesem Begriff ausgehend, versucht philosophisches Denken, Prozesshaftigkeit und Veränderlichkeit zu deuten.
Das Wort „Werden“ ist ein substantiviertes Verb. Der Begriff des Werdens ist eine grundlegende Kategorie der philosophischen Metaphysik. Während der Gegenbegriff das „Sein“ im absoluten Sinne auf eine Permanenz, eine Stabilität in der Zeit verweist, bezeichnet das Werden eine fortschreitende Veränderung dessen, was manchmal nicht ist und dann wieder ist, durch eine Veränderung seiner Attribute.

## Philosophie

### Griechische Antike

#### Parmenides und Heraklit
In der Philosophie der Antike befasste sich bereits Heraklit (* um 520 – um 460 v. Chr.) mit der Frage des Werdens (Panta rhei). Heraklit zufolge ist alles in der Welt ständig im Wandel, d. h. nichts bleibt, wie es war, alles verändert sich fortwährend. Dieses Prinzip des ständigen Werdens und Vergehens veranschaulichte er mit dem Bild des Flusses: „Man kann nicht zweimal in denselben Fluss steigen“, weil das Wasser immer weiterfließt und sich ständig erneuert. Heraklit zufolge ist Veränderung das Grundprinzip der Wirklichkeit – alles ist im Fluss, nichts bleibt bestehen. Im Gegensatz dazu lehnte der antike Philosoph Parmenides (um 520/515 v. Chr. – 46) das Werden ab und sah nur das unveränderliche Sein als wirklich an. In der von ihm vertretenen Eleatismus-Lehre existiert ausschließlich das Sein, während Veränderungen als Illusionen betrachtet werden.

#### Platon
Nach der platonischen Auffassung unterliegen die sinnlichen Erscheinungen einem ständigen Wandel. Die Ideen sind hingegen stets unveränderlich.
Platon unterscheidet grundsätzlich zwischen zwei Bereichen der Wirklichkeit: der Welt der ewigen, unveränderlichen Ideen (das „Sein“) und der sinnlich wahrnehmbaren Welt, die durch ständigen Wandel und Veränderung geprägt ist (das „Werden“). Im Dialog Sophistes versucht Platon, die These des Parmenides zu widerlegen, es gebe kein Nicht-Seiendes (und damit kein Werden).

#### Aristoteles
Aristoteles unterscheidet mehrere Bedeutungen von Werden: zum einen Werden als Übergang von der Möglichkeit zur Wirklichkeit, zum anderen die vier Formen der Veränderung: 1. die substantielle Veränderung (Entstehen und Vergehen); 2. die qualitative Veränderung; 3. die quantitative Veränderung und 4. die Ortsveränderung (die Bewegung i. e. S.).

### Neuzeit

#### Hegel
Das Werden ist in Hegels dialektischer Logik die Einheit von Sein und Nichts.

„Das Nichts ist als dieses unmittelbare, sich selbst gleiche, ebenso umgekehrt dasselbe, was das Sein ist. Die Wahrheit des Seins sowie des Nichts ist daher die Einheit beider; diese Einheit ist das Werden.“

Bei der Beschreibung von Sein und Nichts arbeitet Hegel Folgendes heraus:
- Attribute des Seins:
  - reiner Gedanke,
  - ein Unmittelbares,
  - einfach und unbestimmt,
  - der Anfang.
- Attribute des Nichts:
  - reine Abstraktion,
  - unmittelbar,
  - sich selbst gleich,
  - das Absolut-Negative.

Beide Denkbestimmungen fasst er nun zur Einheit des Werdens zusammen.

## Physik
Jürgen Mittelstraß betont in seiner Theorie die zentrale Bedeutung des Begriffs "Werden" im Kontext von Wissenschaft und Wissen. Mittelstraß betont, dass Wissenschaft kein statisches, abgeschlossenes System ist, sondern sich ständig im Prozess des Werdens befindet. Dies impliziert, dass wissenschaftliche Erkenntnisse stets vorläufig sind und sich im historischen und gesellschaftlichen Kontext weiterentwickeln.
In der modernen Physik bzw. in deren naturphilosophischen Interpretation wird unter anderem diskutiert:
- ob nicht auf Grund der Minkowski-Welt Ereignisse und nicht Örter oder Zeitpunkte die eigentliche Wirklichkeit darstellen (moderner Eleatismus);
- was aus der Zeittheorie von McTaggart folgt;
- ob der Zweite Hauptsatz der Thermodynamik eine Zeitfolge beweist;
- ob das „Jetzt“ eine physikalische oder nur eine psychologische Bedeutung hat.